# 628
628 (DCXXVIII) var ett skottår som började en fredag i den julianska kalendern.

## Händelser

### Januari
- Januari – Tredje persisk–turkiska kriget: Kejsar Heraclius ödelägger Ktesifons omnejder; Tong Yabghu av västgöktürkarna stormar och plundrar Tbilisi.

### Februari
- 23 februari – Khusrov II av Persien störtas. Hans son Kavadh II styr som efterträdare till oktober.

### Okänt datum
- Pippin av Landen blir Maior domus i Austrasien.
- Brahmagupta skriver Brahmasphutasiddhanta, en tidig men väldigt avancerad mattebok.

## Födda
- Kejsar Gaozong av Tang

## Avlidna
- 22 januari – Sankt Anastasius av Persien
- Februari – Khusrav II, kung av Persien
- Oktober – Kavadh II, kung av Persien
- Babai den store, syrisk munk
- Suiko, regerande kejsarinna av Japan
- Theodelinda av Bayern, langobardisk drottning och regent
- Du Yan, kinesisk kansler av Tangdynastin
- Li Dashi, kinesisk befattningshavare och historiker
- Liang Shidu